# Африкаанс
Африкаанс (по-рано известен като бурски език) спада към долногерманската група езици, като до началото на XX век е бил смятан за диалект на нидерландския език. Смята се, че около 85% от думите в африкаанс и нидерландския език съвпадат. Разпространен е основно сред бялото и цветнокожото население в страните в Южна Африка (предимно в Република Южна Африка и Намибия).

## История
Вероятно езикът води своето начало от XVII век, още в Капската колония. През първата половина на XVIII век африкаанс се използва като устно-разговорен език.

## Разпространение
Африкаанс е разпространен основно в РЮА (5 983 000), Намибия (146 000), Великобритания (100 000), Канада (60 000), Нова Зеландия (21 000), Ботсвана (20 000), Австралия (13 000) и други страни.

### Република Южна Африка
Най-голям брой говорещи африкаанс има в РЮА – 5 983 000 души (13,3%), като той е 3-тият най-употребяван и сред 11-те официални езика в страната. Най-голям дял заема в провинциите Северен Кейп (56,6%) и Западен Кейп (55,3%).

### Намибия
В Намибия африкаанс е говорим за 11% от населението, или 146 000 души. Най-голям дял заема в регионите Хардап (44%), Карас (40%), Кхомас (24%), Еронго (22%) и Омахеке.

## Диалекти
Смята се, че африкаанс има 3 основни диалектни разновидности: източен, капски и оранжеворечен.